# اعتبار (آلبوم تیلور سوئیفت)
اعتبار (انگلیسی: Reputation) ششمین آلبوم استودیویی خواننده و ترانه‌سرای آمریکایی تیلور سوئیفت است. این آلبوم در ۱۰ نوامبر ۲۰۱۷ توسط بیگ مشین رکوردز منتشر شد. سوئیفت پس از موفقیت تجاری پنجمین آلبوم استودیویی‌اش، ۱۹۸۹، (۲۰۱۴)، درگیر اختلافات با چندین چهره مشهور بود که این موضوع مورد توجه گسترده روزنامه‌نگاران تبلوید قرار گرفت. او از این رو خودش را از مطبوعات و رسانه‌های اجتماعی جدا کرد. در طول این مدت، سوئیفت به عنوان تلاشی برای اصلاح وضعیت روحی خود، اعتبار را با تهیه‌کنندگان جک آنتونوف، مکس مارتین و شلبک نوشت.
سوئیفت ترانه‌ها را با الهام از زندگی شخصی جلب‌توجه‌شده خود نوشت و محتوای آلبوم را در دو موضوع طبقه‌بندی کرد: یکی انتقام‌گیری تحت تأثیر شهرت و شایعات بیش از حد رسانه ای، و دیگری صلح و عشق در میان امور پر سروصدا. برخی از منتقدان آلبوم را یک اثر صمیمی دانستند که در آن سوئیفت آسیب‌پذیری درونی خود را نسبت به یک عاشق ایدئال ابراز می‌کند و خود واقعی خودش را کشف می‌کند. موسیقی این آلبوم بر پایه الکتروپاپ با یک تولید الکترونیکی تیره و سنگین همراه با سینث‌سایزرهای موج دار، ماشین درام برنامه‌ریزی شده و صدای متنوعی ساخته شده‌است. آلبوم همچنین شامل عناصر موسیقی رقص الکترونیک و سبک‌های رپی مانند هیپ هاپ و آراندبی است. سوئیفت برخلاف آلبوم‌های قبلی‌اش، اعتبار را از طریق مصاحبه‌های مطبوعاتی تبلیغ و پشتیبانی نکرد. پنج تک‌آهنگ از جمله تک‌آهنگ شمارهٔ یک «نگاه کن مجبورم کردی چیکار کنم»، تک‌آهنگ پنج‌تای برتر «... آماده‌ای؟» در ایالات متحده و شمارهٔ یک ایرپلی ایالات متحده «ظریف» از آلبوم پشتیبانی می‌کنند.
اعتبار چهارمین آلبوم متوالی سوئیفت بود که با فروش بیش از یک میلیون نسخه در هفته اول در بالای بیلبورد ۲۰۰ ایالات متحده آغاز به کار شد و همچنین در جدول‌های فروش از جمله استرالیا، کانادا و پادشاهی متحده به شمارهٔ یک رسید. اعتبار که پرفروش‌ترین آلبوم از یک هنرمند زن در سال ۲۰۱۷ است، ۴/۵ میلیون نسخه به فروش رساند و با پشتیبانی تور جهانی، که از ماه مه تا نوامبر ۲۰۱۸ برگزار شد، به بالاترین درآمد تور آمریکای شمالی در تمام دوره‌ها تبدیل شد. بازخورد انتقادی به اعتبار به‌طور کلی مثبت بود؛ منتقدان در زمینه تولید فاخر الکترونیکی و مضامین درام و انتقام اختلاف نظر داشتند، اما به‌طور کلی ترانه‌سرایی سوئیفت را، به ویژه در ترانه‌هایی که عشق و آسیب‌پذیری را بیان می‌کند، تحسین کردند. آلبوم نامزد دریافت جایزه بهترین آلبوم آواز پاپ در شصت و یکمین مراسم جایزه گرمی در سال ۲۰۱۹ شد و در فهرست بهترین آلبوم‌های دهه ۲۰۱۰ میلادی مجله اسلنت قرار گرفت.

## زمینه

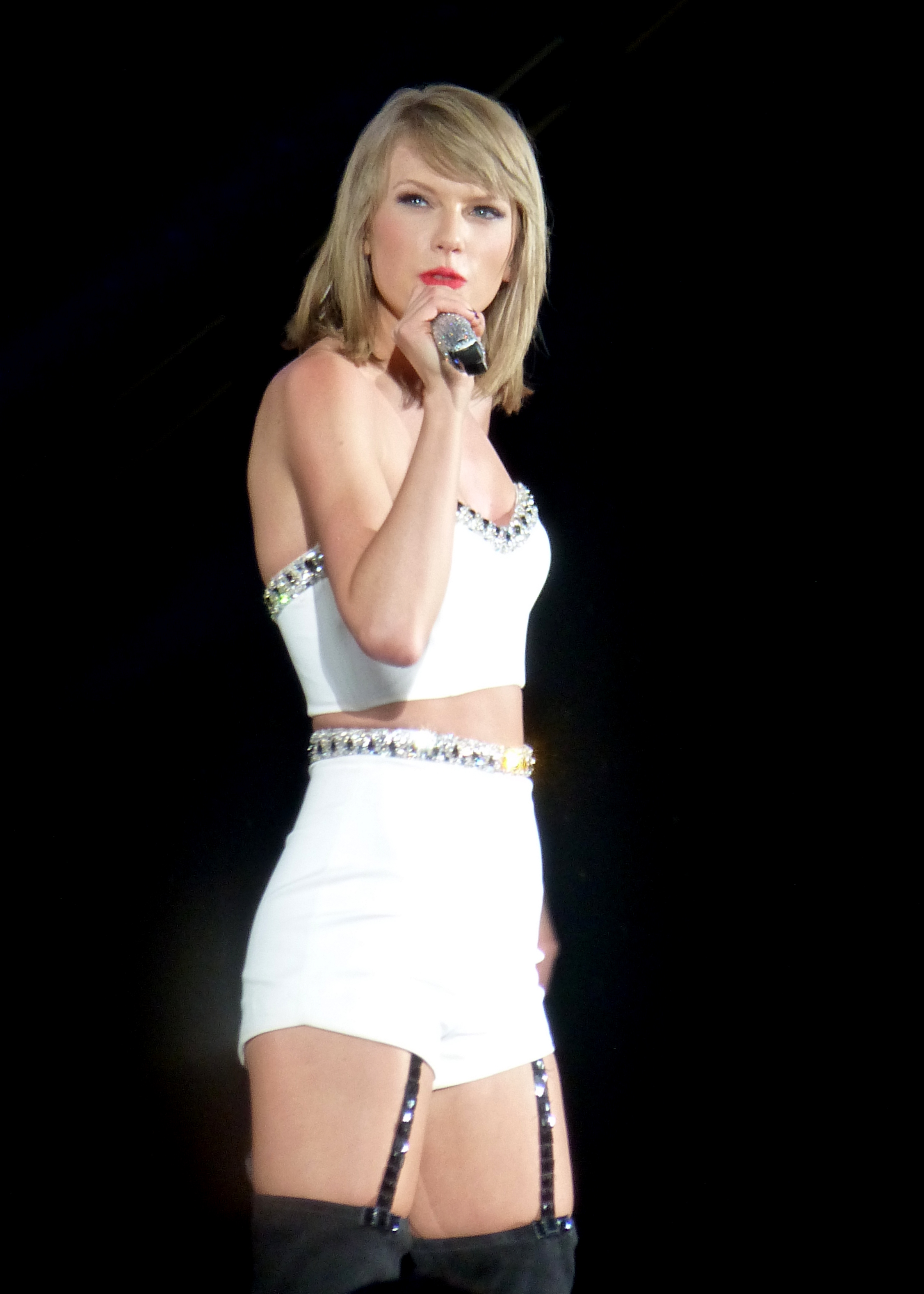
سوئیفت در تور جهانی ۱۹۸۹ در ۲۰۱۵. به‌دنبال وقوع چندین رخداد جنجال‌برانگیز که الهام‌بخش اعتبار بودند، او از حضور در انظار عمومی امتناع ورزید.

تیلور سوئیفت که به‌عنوان موسیقی‌دان کانتری شناخته می‌شد، پنجمین آلبوم استودیویی‌اش، ۱۹۸۹، را در اکتبر ۲۰۱۴ منتشر کرد. با ساختار سینث-پاپ ۱۹۸۹، سوئیفت از چشم‌انداز موسیقی کانتری تغییر رویه داد و پاپِ جریان اصلی را در پیش گرفت. این آلبوم نقدهای عموماً مثبتی گرفت و موقعیت و جایگاه سوئیفت را به یک پاپ آیکان متحول ساخت. این آلبوم ۱۰ میلیون نسخه در سطح جهانی فروخت و تور جهانی همراهِ آن، پرفروش‌ترین تور کنسرتی ۲۰۱۵ بود. تک‌آهنگ‌های این آلبوم، شامل سه تا از آن که به صدر جدول بیلبورد هات ۱۰۰ ایالات متحده رسیدند، برای بیش از یک سال و نیم رادیوهای آمریکایی را تحت سلطهٔ خود داشتند. بیلبورد این وضعیت را «نوعی حضور مطلقِ فرهنگی که برای آلبوم دههٔ ۲۰۱۰ نادر است» توصیف کرد.
محبوبیت روزافزون سوئیفت با ۱۹۸۹ منجر به توجه بیشتر رسانه‌ها به او شد و آن‌ها سوالات بحث‌برانگیزی راجع به مسائل فرهنگی نژاد، جنسیت و سیاست به او تحمیل کردند. «جوخهٔ دخترانهٔ» او با دوستان سلبریتی زن که شامل مدل‌ها، بازیگران و خوانندگان بود، به‌اتهام ترویج نوعی ایدهٔ نادرست از فمینیسم با واکنش منفی مواجه شد، به‌طوری که دیلی تلگراف از آن به‌عنوان «زنان بسیار زیبا که زندگی‌های بسیار بی‌نقصشان را به رخ می‌کشند» یاد کرد. رسانه‌های تبلوید، روابط عاشقانهٔ کم‌دوام او با تهیه‌کنندهٔ اسکاتلندی کالوین هریس و بازیگر انگلیسی تام هیدلستون را به اطلاع عموم رساندند. همچنین خصومت دیرینه‌اش با رپر کانیه وست و چهرهٔ رسانه‌ای کیم کارداشیان بر سر ترانهٔ وست، «مشهور» که در آن ادعا می‌کند سوئیفت را به موفقیت رسانده («من اون جنده رو معروف کردم») جنجال‌برانگیز شد. به رغم آنکه سوئیفت اعلام کرد هرگز با متن این ترانه موافقت نکرده‌است، کارداشیان یک ضبط تلفنی میان سوئیفت و وست منتشر کرد که در آن سوئیفت ظاهراً به بخش دیگری از ترانه رضایت داد. در سال ۲۰۲۰ نسخهٔ کامل تماس لو رفت و ثابت شد که ضبط تلفنی به‌منظور وقوع جنجال در مورد سوئیفت اصلاح و تغییر یافته‌است.
پس از جنجال وست–کارداشیان، منتقدان سوئیفت را متظاهر و حیله‌گر قلمداد کردند، یعنی فرجامی که پس از سال‌ها از آنچه که آن‌ها به‌عنوان مانور آگاهانه برای ترویج دقیق وجههٔ عمومی‌اش می‌دیدند از میان برداشته شد. اعتبار و آوازهٔ یک‌زمانهٔ او به‌عنوان «عزیز آمریکا» که از ظاهر بی‌آلایش و مثبتش منسوب می‌شد، شروع به کم رنگ شدن کرد. این حوادث پر سر و صدا او را در معرض هشتگ آنلاین «#IsOverParty» در شبکه‌های اجتماعی قرار داد و منتقدان و مخالفان او را «مار» خطاب کردند. آن‌ها پشتیبانی عمومی از او را تحت شعاع قرار دادند؛ ستایشی که برای پیروزی در محاکمهٔ تعرض جنسی (بخشی از بحث عمومی ادامه‌دار راجع به سوءرفتار جنسی) دریافت کرد، کمترین تأثیر را در بهبود وجههٔ او داشت. سوئیفت علی‌رغم دنبال‌کنندگان فراوان، روز به روز در رسانه‌های اجتماعی کمتر ظاهر می‌شد و در میان هیاهوها، از مصاحبه با مطبوعات پرهیز کرد. او از وقفه‌ای طولانی‌مدت خبر داد و احساس کرد «مردم ممکن است نیاز به استراحتی از جانب [خودش] داشته باشند».

## ضبط و مفهوم

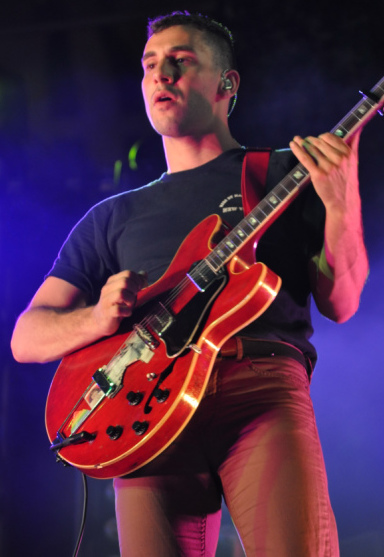
جک آنتونوف شش قطهٔ اعتبار را مشترکاً تهیه کرد؛ جلسات ضبط او با سوئیفت اکثراً در استودیوی خانگی او در بروکلین صورت گرفت.

طی انزوا از انظار عمومی، سوئیفت اعتبار  را به‌عنوان «سازکار دفاعی» در برابر نگاه موشکافانه رسانه‌ای فراگیر که بر او هدف‌گیری می‌کنند و نیز اقدامی به‌منظور مرمت ذهنیتش نوشت. در مصاحبه‌ای با رولینگ استون در سال ۲۰۱۹، سوئیفت گفت از شیوهٔ ترانه‌سرایی تک‌آهنگ سال ۲۰۱۴ «فضای خالی» متابعت شده‌است. در این ترانه، او انتقاداتی که از قرار ملاقات با «افراد بیش از حد زیاد» در دهه سوم زندگیش به او وارد شد را به سخره می‌گیرد، و اعتبار را از منظر شخصیت متفاوتی که دیگران عقیده داشتند خود اوست، به نگارش درآورد. اگرچه سخن‌چینی رسانه‌ای الهام‌بخش قابل توجهی بر آلبوم بود، مضامین عاشقانهٔ پرتکرار از عشق و دوستی که در سبک ترانه‌سرایی سوئیفت فراگیر بودند، دست نخورده باقی ماندند. او به خاطر آورد در میانهٔ نبردی که در ظاهر «طغیان می‌کند»، او در لحظات آرام به‌همراه عزیزانش تسلی خاطر پیدا کرد و «برای نخستین بار» از زمان آغاز حرفه‌اش، شروع به برپایی زندگی خصوصی تازه به دست آمده‌ای با شرایط خودش کرد.
سوئیفت اعتبار را با دو تیم تهیه کرد: یکی با جک آنتونوف و دیگری با مکس مارتین و شلبک؛ او در آلبوم ۱۹۸۹ با این سه نفر کار کرده بود. با به‌کارگیری گروه تولید کوچک‌تر در اعتبار نسبت به ۱۹۸۹، سوئیفت تصور می‌کرد که آلبوم منسجم‌تر اما همچنان «به اندازهٔ کافی متنوع» خواهد بود. او مدیر اجرایی تولید آلبوم بود و تمام ۱۵ قطعهٔ آن را مشترکاً نوشت. مارتین و شلبک نه قطعه را مشترکاً نوشتند و تهیه کردند. آنتونوف شش قطعهٔ باقی‌مانده را مشترکاً نوشت و مشترکاً تهیه کرد که در تمام این شش قطعه سوئیفت یکی از تهیه‌کنندگان مشترک بود. علی پیامی، اسکار گورز و اسکار هولتر هر کدام قطعه‌ای را با مارتین و شلبک مشترکاً نوشتند و مشترکاً تهیه کردند: «... آماده‌ای؟»، «این نیز می‌گذرد…» و «رقص با دستان گره خورده‌مان». در قطعهٔ «پایان بازی»، خوانندهٔ انگلیسی اد شیرن و رپر آمریکایی فیوچر حضور دارند و در آن به آن‌ها اعتبار ترانه‌سرایی داده شده‌است.
جلسات ضبط با آنتونوف اکثراً در استودیوی خانگی او در بروکلین صورت گرفت و او چند سفر به آتلانتا و کالیفرنیا داشت تا ایده‌های سایر تهیه‌کنندگان را به کار گیرد. آنتونوف می‌خواست سوئیفت احساساتش را در زمان خاصی که «احساس کنی می‌توانی دنیا را تسخیر کنی، یا می‌توانی احساس کنی بزرگ‌ترین تکهٔ زباله‌ای هستی که تا کنون وجود داشته‌است» مجسم کند، که در نتیجه منجر به ایجاد آلبومی «بسیار جدی» می‌شود. از آن‌جایی که سوئیفت می‌خواست آلبوم را مخفیانه ضبط کند، آنتونوف کامپیوتر استودیواش را آفلاین کرد تا از فاش‌شدن اینترنتی محتمل جلوگیری شود و نسخه‌های آزمایشی را به‌محض نهایی شدن میکس و مسترینگ حذف کرد.

## سبک‌های موسیقایی
اعتبار اساساً آلبومی الکتروپاپ است. این آلبوم شامل ساختار الکترونیکی خشن و ماکسیمالیست با ضرب‌آهنگ و سازبندیِ ئی‌دی‌ام است. مشخصهٔ ملودی‌های آن، نت‌های باس، سینث‌سایزر پر جنب و جوش و ماشین‌های درام با صدای بلند و شدید است. جیمیسون کاکس، منتقد پیچفورک، سازهای به‌کار رفته در آلبوم را «دراپ‌های بیس مو سیخ کن، سینث جارو برقی [...]، سازهای کوبه‌ای ترپ لکنت‌کننده، کرهای همخوان سایبورگ» توصیف کرد. صدای سوئیفت به‌شدت دستکاری شده‌است، یا غیرطبیعی شده یا مولتی‌ترک. منتقدان متوجه شدند که اعتبار به‌صورت صوتی شدیدتر، بلندتر و تاریک‌تر از سینث-پاپ پر روح و نشاطِ آلبوم قبلی، ۱۹۸۹ است. نیل مک‌کورمیک در دیلی تلگراف آن را «انفجار بزرگ پرشتاب و با جسارت زیاد از پاپ تجهیز شده» پنداشت. سوئیفت آوای اعتبار را با تصاویری از «نمای شهر در شب‌هنگام… سازه‌های انبار قدیمی که متروک شده بودند و فضاهای کارخانه» نسبت داد.
نیمه نخست آلبوم که اساساً از قطعه‌هایی به تهیه‌کنندگی مارتین و شلبک تشکیل شده‌است، صدای نسبتاً شدیدتری دارد. چهار قطعهٔ نخست— «…آماده‌ای؟»، «پایان بازی»، «یک کار بدی کردم» و «مرا سرزنش نکن» —به‌خصوص پویا و پرخاشگرانه هستند.

## انتشار

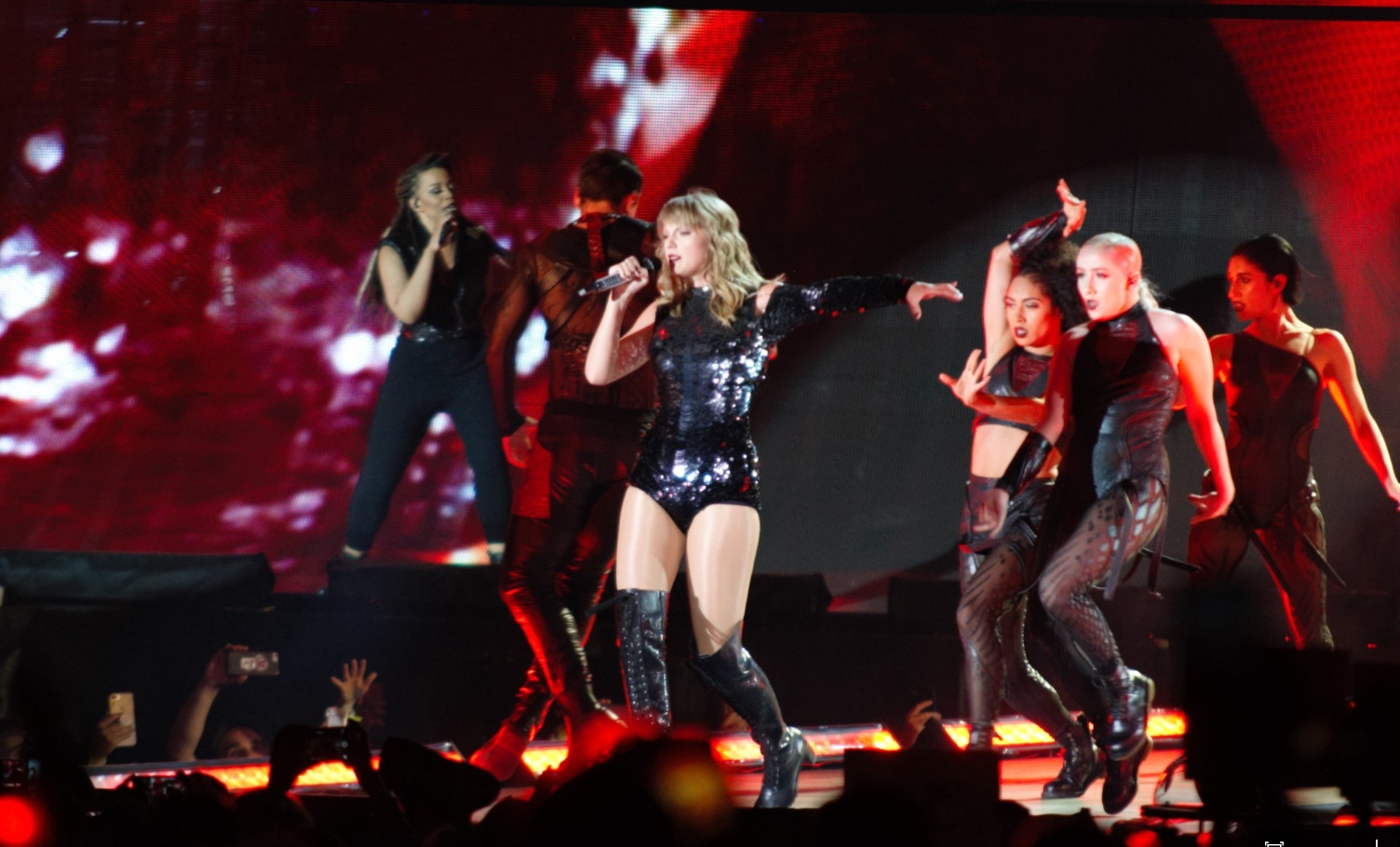
تيلور سويفت در حال اجرا روي صحنه

سوئیفت نخست در تاریخ ۲۳ اوت ۲۰۱۷ اعلام کرد که ششمین آلبوم استودیویی خود با نام اعتبار در تاریخ ۱۰ نوامبر ۲۰۱۷ منتشر خواهد شد. آهنگ اصلی آلبوم با نام نگاه کن مجبورم کردی چیکار کنم روز بعد از آن منتشر شد. سوئیفت در ۲ سپتامبر دومین تک‌آهنگ آلبوم را با نام ... آماده‌ای؟ منتشر کرد. در نیمه شب ۲۰ اکتبر ۲۰۱۷ سوئیفت سومین تک‌آهنگ با نام جذاب را منتشر کرد. تک‌آهنگ بعدی با نام هر چه دوست داری صدایش کن در ۲ نوامبر ۲۰۱۷ همراه با لیریک ویدئو آن منتشر شد. در تاریخ ۷ نوامبر، بلومبرگ گزارش داد که این آلبوم تا قبل از انتشار در قالب‌های دیجیتال و فیزیکی قابل خرید است. چندی بعد در همان روز، سوئیفت از طریق حساب رسمی خود در شبکه‌های اجتماعی، ترک لیست آلبوم خود را منتشر کرد. اعتبار از ۱ دسامبر ۲۰۱۷ از طریق سرویس‌ها قابل استریم شد.

## موسیقی و متن
عنوان اشاره زیادی به متنهای این آلبوم دارد به طوری که مانند لمس شهرت و پوشش رسانه‌ای از افراد مشهور است. هنر کلاسی‌ای که سوئیفت را در پس زمینه آهنگ‌های این آلبوم توصیف می‌کند، این موضوع را تقویت می‌کند. عنوان اعتبار و شهرت در متن آهنگ‌های پایان بازی «شهرت بزرگ، من و تو شهرت بزرگی داریم» و ظریف «اعتبار من هرگز بد نشده‌است» نیز دیده می‌شود. گرگ کوت در نوشته‌اش برای شیکاگو تریبون این آلبوم را یک تغییر بزرگ دیگر در سبک موسیقی سوئیفت، اینبار در الکتروپاپ توصیف کرد. در حالی که نیل مک کورمیک از دیلی تلگراف از آن به عنوان یک پاپ عجول و سرسختانه نام برد. در حالی که راب شفیلد از رولینگ استون می‌گوید که این آلبوم برحسب سینث پاپ آلبوم قبلی سوئیفت یعنی ۱۹۸۹ ساخته شده‌است. سوئیفت می‌گوید که این آلبوم دارای خط زمانی است و با حسی که او هنگامی که بر روی آلبوم کار کرده شروع می‌شود و به حسی که حال دارد تبدیل می‌شود.

## عملکرد تجاری
اعتبار در هفتهٔ نخست انتشار، دو میلیون نسخه در سرتاسر جهان فروخت. در روز نخست دسترسی، این آلبوم کمابیش ۷۰۰٬۰۰۰ نسخه در در ایالات متحده فروخت و پس از چهار روز به ۱٫۰۵ میلیون نسخه رسید. اعتبار به صدر جدول بیلبورد ۲۰۰ ایالات متحده رسید و فروش هفتهٔ نخست آن در این کشور ۱٬۲۳۸٬۰۰۰ واحد معادل بود که شامل ۱٬۲۱۶٬۰۰۰ نسخه فروش خالص می‌شد، یعنی روی هم رفته بیش از هر آلبوم دیگری در جدول آن هفته. با این دست‌آورد، اعتبار سوئیفت را نخستین هنرمندی ساخت که از زمانی نیلسن سانداسکن در سال ۱۹۹۱ شروع به پیگیری فروش کرد، هر چهار آلبومش بیش از یک میلیون نسخه در یک هفته فروختند. این آلبوم چهار هفته متوالی را در صدر جدول سپری کرد، پرفروش‌ترین آلبوم ۲۰۱۷ در ایالات متحده بود، و در صدر جدول آخر سالِ ۲۰۱۸ بیلبورد ۲۰۰ قرار گرفت. انجمن صنعت ضبط موسیقی ایالات متحده آمریکا (RIAA) در دسامبر ۲۰۱۷ سه گواهی‌نامهٔ پلاتینی به آلبوم داد که نشانگر فروش بیش از سه میلیون واحد معادل آلبوم بود. فروش اعتبار در ایالات متحده تا اکتبر ۲۰۲۲ به ۲٫۴ میلیون نسخه رسید.
اعتبار در صدر جدول آلبوم‌ها ی بسیاری از مناطق اروپایی از جمله اتریش، هلند، نروژ، پرتغال، اسلواکی، اسپانیا و سوئیس قرار گرفت. این آلبوم در اتریش، بلژیک، دانمارک، و سوئد گواهی‌نامهٔ پلاتین دریافت کرد. در جهان انگلیسی‌زبان گسترده‌تر، این آلبوم در صدر جدول آلبوم‌های استرالیا، نیوزیلند، بریتانیا، ایرلند، و کانادا قرار گرفت. این اثر در سه کشور نخست گواهی‌نامهٔ پلاتین یا بالاتر کسب کرد، که سه گواهی‌نامهٔ پلاتین در استرالیا و چهار پلاتین در نیوزیلند بود. در آسیا و اقیانوسیه، اعتبار در سنگاپور گواهی‌نامهٔ پلاتین و در ژاپن طلا دریافت کرد. تا اوت ۲۰۱۹ بیش از یک میلیون واحد از این آلبوم در چین فروخته شد و یکی از پرفروش‌ترین آلبوم‌های دیجیتالی در آن‌جا بود. طبق اعلام فدراسیون بین‌المللی صنعت فونوگرافی (IFPI)، اعتبار با فروش ۴٫۵ میلیون نسخه، دومین آلبوم پرفروش جهان در سال ۲۰۱۷ بود.

## بازخورد منتقدان
| نقدهای معاصر     | نقدهای معاصر |
| بررسی جمعی       | بررسی جمعی   |
| منبع             | رتبه‌بندی     |
| ---------------- | ------------ |
| انی‌دیسنت‌میوزیک؟  | ۶٫۶/۱۰       |
| متاکریتیک        | ۷۱/۱۰۰       |
| بررسی انتقادی    |              |
| منبع             | رتبه‌بندی     |
| آل‌میوزیک         | [ ۸۲ ]       |
| ای.وی. کلاب      | B            |
| دیلی تلگراف      | [ ۳۶ ]       |
| انترتینمنت ویکلی | B            |
| گاردین           | [ ۸۴ ]       |
| ان‌ام‌ئی           | [ ۳۷ ]       |
| پیچفورک          | ۶٫۵/۱۰       |
| کیو              | [ ۸۵ ]       |
| رولینگ استون     | [ ۸۶ ]       |
| اسلنت مگزین      | [ ۸۷ ]       |

به محض انتشار اعتبار، این آلبوم نظرات عموماً مثبتی از سوی منتقدان گرفت. این آلبوم در وبگاه نقد و بررسی متاکریتیک که نمره‌بندی همپایه‌شدهٔ برآمده از نشریات معتبر را به آلبوم اختصاص می‌دهد، بر اساس نظر ۲۸ منتقد نمرهٔ ۷۱ از ۱۰۰ را کسب کرد.
بسیاری از منتقدان علی‌رغم اینکه بار نخست آن را اثری کینه‌توزانه برداشت کردند، اشعار خصوصی و ترانه‌سرایی سوئیفت که آسیب‌پذیری و صمیمیت عمیقی به نمایش می‌گذارد را ستودند. در نقدهای سال سینکومانی در اسلنت مگزین، نیل مک‌کورمیک، و راب شفیلد، این منتقدان از اعتبار برای کاوش دیدگاه احساسی آسیب‌پذیر در پشت پردهٔ ظاهر شهرت و سلبریتی قدردانی کردند. الکسیس پتریدیس مضامین دراماتیک و الهام‌گرفته از سلبریتی را خسته‌کننده یافت اما آلبوم را «کلاس پیشرفته‌ای در ترانه‌سرایی پاپ» دربارهٔ عشق و عاشقانه دانست و آن را تحسین کرد. روشین اوکانر، منتقد ایندیپندنت، و کریگ جنکینز، روزنامه‌نگار والچر، هر دو اعتبار را ویترینی هم از جانب انتقام‌جویانه و هم از جانب آسیب‌پذیر سوئیفت پنداشتند؛ اوکانر آلبوم را بابت نشان دادن استعدادهای سوئیفت در ترسیم جزئیات احساسی «که شما به‌عنوان مخاطب نمی‌توانید» تحسین کرد. کلیتون پوردم در ای.وی. کلاب، با وجود استقبالِ سوئیفت از سبک‌های مدرن، بیان داشت که چطور روایت اشعار او ماهیت رمانتیک منش‌نمایش را از زمان تک‌آهنگ سال ۲۰۰۸ «داستان عشق» از دست نداده‌است.
تولید آلبوم با نقدهای ضد و نقیضی همراه بود. جف نلسون از کانسکوئنس در نقدی کاملاً منفی، به آلبوم امتیاز D+ داد و آن را «فاجعه» نامید. از نظر نلسون، این آلبوم نشان داد که سوئیفت سبک‌های موسیقی سیاه‌پوستان و انگلیسی بومی آفریقایی-آمریکایی را به کار گرفت که «بازتابی از یک مشکل فرهنگی گسترده‌تر» بود. برخی از تحلیل‌گران موافق بودند که تأثیرات موسیقی سیاه‌پوستان بر اعتبار بحث‌برانگیز و یک مورد احتمالی از ازآن‌خودسازی فرهنگی بود، اما جان کارامانیکا از آن به‌عنوان نشانه‌ای از پذیرفتن گرایش عمومی موسیقی پاپ مدرن از سوی سوئیفت استقبال کرد.
سال سینکومانی اعتبار را یک آلبوم پاپ خوب نامید، اما در مواردی آن را از نظر «فوت و فن خسته‌کنندهٔ تکراری ئی‌دی‌ام» ناقص یافت و جیمیسون کاکس در پیچفورک ابراز تاسف کرد که چطور مهارت ترانه‌سرایی سوئیفت تحت الشعاع چیزی قرار گرفت که او آن را تولیدی غیراصولی و پیش پا افتاده می‌دانست. ترنس کاولی در بوستون گلوب و جیسون لیپشوتز در بیلبورد برخی از گام‌های اشتباه در سبک‌شناسی آلبوم را شناسایی کردند اما گفتند این تجربیات ارزشمند بوده و به شنود لذت‌بخشی منجر شده‌است. مسکین فکادو در آسوشیتد پرس و کریس ویلمن در ورایتی از اعتبار به‌عنوان یک آلبوم پاپ ممتاز تمجید کردند. ویلمن تعادل میان نقاط قوت اشعار خواننده-ترانه‌سرایی و «پاپ دارای ریتم به‌روز» موسیقی جریان اصلی سوئیفت را ستود.

## افتخارات
اعتبار در چند فهرست متعلق به نشریات از بهترین آلبوم‌های ۲۰۱۷ حضور یافت و در چنین فهرست‌هایی از طرف تایم (پنجم)، رولینگ استون (هفتم)، اسلنت مگزین (هفدهم)، ایندیپندنت (نوزدهم)، کمپلکس (بیست و ششم)، ان‌ام‌ئی (سی و یکم)، و اسپین (چهل و هشتم) رتبه‌بندی شد. در نظرخواهی منتقدان پاز اند جاپ از بهترین آلبوم‌های ۲۰۱۷ که به‌وسیلهٔ ویلج ویس گردآوری می‌شد، این آلبوم رتبهٔ ۷۱ از ۱۰۰ را کسب کرد. در رتبه‌بندی‌های منتقدان تکی، این آلبوم در فهرست راب شفیلد (دوم)، جان کارامانیکا (پنجم)، و میکائیل وود در لس آنجلس تایمز (بدون رتبه) قرار گرفت. در فهرست بهترین آلبوم‌های دههٔ ۲۰۱۰ اسلنت مگزین که در سال ۲۰۱۹ منتشر شد، اعتبار رتبه ۸۸ را گرفت.
در مراسم‌های جوایز که در ۲۰۱۸ برگزار شد، اعتبار جایزهٔ موسیقی آمریکا برای آلبوم پاپ/راک برگزیده، جایزهٔ موسیقی بیلبورد برای پرفروش‌ترین آلبوم، جایزهٔ لیبرا برای آلبوم تأثیرگذار مستقل و جایزهٔ گلد دیسک ژاپن برای ۳ آلبوم برتر (غرب) را برنده شد. این آلبوم نامزد جایزهٔ موسیقی ای‌آرآی‌ای برای بهترین هنرمند بین‌الملل، نامزد جایزهٔ موسیقی بیلبورد برای آلبوم بیلبورد ۲۰۰ برتر، و نامزد جایزهٔ جونو برای آلبوم بین‌الملل سال شد. در شصت و یکمین مراسم جایزه گرمی که در ۲۰۱۹ برگزار شد، اعتبار نامزد جایزهٔ  بهترین آلبوم آواز پاپ بود. بسته‌بندی و طراحی این آلبوم دو جایزه از فدراسیون تبلیغات آمریکا کسب کرد.

## میراث
اعتبار در بحبوحهٔ انتقادات مطبوعات انتشار پیدا کرد و از سوی چندین روزنامه‌نگار به‌عنوان بازگشت دوبارهٔ سوئیفت در نظر گرفته شد. تعدادی از منتقدان انتشار آن در دوران ریاست‌جمهوری دونالد ترامپ را بیانیه‌ای سیاسی تفسیر کردند—در حالی که بسیاری از افراد مشهور مخالفت خودشان را با سیاست‌های جنجالی ترامپ ابراز کردند، عدم اقدامی از طرف سوئیفت در جریان انتخابات ریاست‌جمهوری ۲۰۱۶ ایالات متحده از سوی مطبوعات به‌عنوان پدیده‌ای تکان‌دهنده تأکید شد. نقدکنندگان سوئیفت را به کناره‌گیری و عدم درک اجتماعی نسبت به چشم‌انداز سیاسی معاصر متهم کردند؛ به‌طوری که سرمقاله‌ای در گاردین او را «فرستادهٔ» معیارهای ترامپ نامید. لورا اسنیپس، روزنامه‌نگار گاردین، سکوت سوئیفت به‌همراه جنجال‌های سلبریتی را بیان کرد و به‌طور قابل ملاحظه‌ای به جایگاه او به‌عنوان «پرنسس پاپ بی همتا» لطمه زد. گنجاندن نام سوئیفت به‌عنوان یکی از «سکوت‌شکنان» (گروهی متشکل از شش زن که سکوت خود علیه سوءرفتار جنسی را شکستند—برای جلد شخص سال تایم ۲۰۱۷ مورد انتقادی عده‌ای قرار گرفت که «فمینیسم بی‌وجود و انفعال سیاسی» او را حقیر شمردند. برخی دیگر اعتبار را نخستین ناکامی تجاری سوئیفت می‌دانستند، تا حدی به‌دلیل کاهش موفقیت آن در مقایسه با کار قبلی او، ۱۹۸۹. جین مارتینسون، دانشگاهی و روزنامه‌نگار، در دفاع از سوئیفت بیان کرد که فاصله گرفتن سوئیفت از مطبوعات نشان‌دهندهٔ اقدامات او به‌منظور تسلط بر روایت و نیز حرکتی توانمندساز برای زنان جوان بود.
با نگاهی به گذشته، منتقدان موسیقی بر این باورند که اعتبار از نارضایتی که در آغاز رخ داد پیشی گرفت و به مرور زمان مقبولیت خود را ثابت کرد. اندرو آنتربرگر، روزنامه‌نگار بیلبورد، در اوت ۲۰۱۹ نوشت؛ «با آگاهی کامل از این دو سال، که تمام واکنش‌های منفی علیه سوئیفت به‌دلیل عدم صداقت مشاهده‌شدهٔ او (و بی‌طرفی سیاسی) از بین رفت، امروزه می‌توانیم به اعتبار نگاهی بیندازیم که واقعاً چه بود: یک آلبوم پاپ بسیار خوب که بسیار موفق بود.» مری سیروکی در کانسکوئنس بیان داشت که چطور گذشت زمان ثابت کرد این آلبوم اثری با اصالت است، برخلاف برخی از نقدهای اولیه که خلاف آن را ادعا می‌کردند و معتقد بود که نظرات اولیه نشریات تحت تأثیر انتقاد مطبوعات به سوئیفت بود و امتیاز آن باید بالاتر می‌بود. جو لینچ در بیلبورد انتقادات اولیه را ناشی از تصورات پیش‌فرض عموم دانست که متن ترانه‌ها را نادیده گرفتند و به آلات قطعات مبتنی بر سینث‌سایزر توجه داشتند: «که مایهٔ شرمساری است، زیرا در اعتبار، سخنان سوئیفت عکس‌های پولاروید واضح را مستقیماً در ذهنتان حک می‌کند.» کارا ووت در رولینگ استون گفت اعتبار نخستین آلبوم سوئیفت بود که «واقعاً با هم‌عصران پاپ خود در گفتگو بود» و برخی از ترانه‌های آن را اوج هنری او معرفی کرد. به عقیدهٔ تعدادی از منتقدان، اگرچه اعتبار به‌اندازهٔ سایر آلبوم‌های سوئیفت محقق نیست، تجربه‌گرایی هیپ‌هاپ و ترانه‌سرایی‌های با جزئیات پیچیده آن باعث شد تا او در آثار بعدی—یعنی فولکلور (۲۰۲۰)، اورمور (۲۰۲۰) و نیمه‌شب‌ها (۲۰۲۲)—مهارت هنری خود را به دست آورد.
دیگر نظرات بیان داشتند که چطور واکنش منفی عموم طی تبلیغ اعتبار در تعاملات سیاسی سوئیفت پس از سال ۲۰۱۸ مؤثر واقع شد؛ او از آن زمان علناً از کاندیدهای سیاسی حمایت خود را نشان داد، از حقوق ال‌جی‌بی‌تی اعلام پشتیبانی کرد و از نژادپرستی نهادی انتقاد کرد. پویش تبلیغاتی اعتبار، به ویژه استفادهٔ سوئیفت از رسانه‌های اجتماعی، موضوع مقالهٔ دانشگاهی بود که بازاریابی موسیقی عامه‌پسند را به‌وسیلهٔ پژوهشگران رسانه و ارتباطات، لیندا رایان بنگتسسون و جسیکا ادلوم، تحلیل می‌کرد. آن دو استدلال کردند که اعتبار از نظر بازاریابی «مناسب‌ترین» انتشار است که با تکیه بر ترویج در رسانه‌های اجتماعیِ مبتنی بر طرفداران و رابطهٔ درازمدت سوئیفت با حامیانش صورت گرفت. «خاموشی موقت رسانه‌های اجتماعی» او، روالی را برای سایر ستاره‌های پاپ ایجاد کرد تا از آن الگوبرداری کنند. محقق موسیقی جدی اورگان در مورد چرخهٔ رونمایی از آلبوم اظهار نظر کرد و متذکر شد که چطور سوئیفت از «هنر پاپ به بهترین شکل» برای به‌کارگیری «شیوه‌ای که در فرهنگ عامه از او تقلید شده‌است» استفاده کرد. کارگردان سینما، جنیفر کیتین رابینسون، اعتبار را منبعی الهام‌بخش برای فیلم کمدی نوجوانانه‌اش انتقام بگیر (۲۰۲۲) عنوان کرد.

## فهرست قطعات
عوامل از نوشته‌ها و اطلاعات روی آلبوم اقتباس شده‌اند.
| شماره      | نام                                                 | نویسنده(ها)                                          | تهیه‌کننده(ها)         | مدت   |
| ---------- | --------------------------------------------------- | ---------------------------------------------------- | --------------------- | ----- |
| ۱.         | «…آماده‌ای؟»                                         | تیلور سوئیفت مکس مارتین شلبک علی پیامی               | مارتین شلبک پیامی     | ۳:۲۸  |
| ۲.         | «پایان بازی» (با حضور اد شیرن و فیوچر)              | سوئیفت مارتین شلبک شیرن نوادیوس ویلبرن               | مارتین شلبک ایلیا [a] | ۴:۰۴  |
| ۳.         | «یک کار بدی کردم»                                   | سوئیفت مارتین شلبک                                   | مارتین شلبک           | ۳:۵۸  |
| ۴.         | «مرا سرزنش نکن»                                     | سوئیفت مارتین شلبک                                   | مارتین شلبک           | ۳:۵۶  |
| ۵.         | «ظریف»                                              | سوئیفت مارتین شلبک                                   | مارتین شلبک           | ۳:۵۲  |
| ۶.         | «ببین مرا به چه کارهایی واداشتی»                    | سوئیفت جک آنتونوف ریچارد فربراس فرد فربراس راب منزلی | سوئیفت آنتونوف        | ۳:۳۱  |
| ۷.         | «این نیز می‌گذرد…»                                   | سوئیفت مارتین شلبک اسکار گورز                        | مارتین شلبک گورز      | ۳:۴۷  |
| ۸.         | «جذاب»                                              | سوئیفت مارتین شلبک                                   | مارتین شلبک           | ۳:۲۹  |
| ۹.         | «ماشین فرار»                                        | سوئیفت آنتونوف                                       | سوئیفت آنتونوف        | ۳:۵۳  |
| ۱۰.        | «سلطان قلبم»                                        | سوئیفت مارتین شلبک                                   | مارتین شلبک           | ۳:۳۴  |
| ۱۱.        | «رقص با دستان گره‌خورده‌مان»                          | سوئیفت مارتین شلبک اسکار هولتر                       | مارتین شلبک هولتر     | ۳:۳۱  |
| ۱۲.        | «لباس»                                              | سوئیفت آنتونوف                                       | سوئیفت آنتونوف        | ۳:۵۰  |
| ۱۳.        | «به‌خاطر همینه که نمیتونیم اتفاقات خوبی داشته باشیم» | سوئیفت آنتونوف                                       | سوئیفت آنتونوف        | ۳:۲۷  |
| ۱۴.        | «هرچه دوست داری صدایش کن»                           | سوئیفت آنتونوف                                       | سوئیفت آنتونوف        | ۳:۲۳  |
| ۱۵.        | «روز سال نو»                                        | سوئیفت آنتونوف                                       | سوئیفت آنتونوف        | ۳:۵۵  |
| مجموع مدت: | مجموع مدت:                                          | مجموع مدت:                                           | مجموع مدت:            | ۵۵:۳۸ |

## جدول‌ها
| جدول (۲۰۱۷–۲۰۱۸)                         | بالاترین جایگاه |
| ---------------------------------------- | --------------- |
| آلبوم‌های استرالیایی (ای‌آرآی‌ای)           | ۱               |
| آلبوم‌های اتریشی (آلبوم‌های او۳)           | ۱               |
| آلبوم‌های بلژیکی (اولتراتاپ فلاندرز)      | ۱               |
| آلبوم‌های بلژیکی (اولتراتاپ والونیا)      | ۹               |
| آلبوم‌های کانادایی (بیلبورد)              | ۱               |
| آلبوم‌های چک (سی‌ان‌اس آی‌اف‌پی‌آی)            | ۲               |
| آلبوم‌های دانمارکی (هیت‌لیستن)             | ۳               |
| آلبوم‌های هلندی (جدول‌های هلند)            | ۱               |
| آلبوم‌های فنلاندی (جدول رسمی فنلاند)      | ۵               |
| آلبوم‌های فرانسوی (اس‌ان‌ئی‌پی)              | ۱۶              |
| آلبوم‌های آلمانی (۱۰۰ آلبوم برتر رسمی)    | ۲               |
| آلبوم‌های یونان (آی‌اف‌پی‌آی)                | ۳               |
| آلبوم‌های مجارستانی (ماهاز)               | ۸               |
| آلبوم‌های ایرلندی (انجمن صنعت ضبط ایرلند) | ۱               |
| آلبوم‌های ایتالیایی (فیمی)                | ۳               |
| آلبوم‌های ژاپنی (اوریکون)                 | ۳               |
| آلبوم‌های بین‌المللی ژاپن (اوریکون)        | ۱               |
| آلبوم‌های مکزیک (AMPROFON)                | ۴               |
| آلبوم‌های نیوزیلندی (آرام‌ان‌زد)            | ۱               |
| آلبوم‌های نروژی (وی‌جی-لیستا)              | ۱               |
| آلبوم‌های لهستانی (زدپی‌ای‌وی)              | ۶               |
| آلبوم‌های پرتغالی (ای‌اف‌پی)                | ۱               |
| آلبوم‌های اسکاتلندی (شرکت جدول‌های رسمی)   | ۱               |
| آلبوم‌های کره‌ای (گائون چارت)              | ۳۶              |
| آلبوم‌های بین‌المللی کره‌ای (گائون)         | ۳               |
| آلبوم‌های اسلواکی (ČNS IFPI)              | ۱               |
| آلبوم‌های آفریقای جنوبی (RSG)             | ۳               |
| آلبوم‌های اسپانیایی (پروموزیکای)          | ۳               |
| آلبوم‌های سوئدی (برترین‌های سوئد)          | ۲               |
| آلبوم‌های سوئیسی (جدول موسیقی سوئیس)      | ۱               |
| آلبوم‌های بریتانیا (شرکت جدول‌های رسمی)    | ۱               |
| بیلبورد ۲۰۰ ایالات متحده                 | ۱               |

| جدول (۲۰۲۱–۲۰۲۳)                      | بالاترین جایگاه |
| ------------------------------------- | --------------- |
| آلبوم‌های آرژانتین (CAPIF)             | ۲               |
| آلبوم‌های یونان (آی‌اف‌پی‌آی)             | ۱               |
| آلبوم‌های لیتوانیا (AGATA)             | ۲۰              |
| آلبوم‌های مستقل ایالات متحده (بیلبورد) | ۳               |

| جدول (۲۰۲۲)               | بالاترین جایگاه |
| ------------------------- | --------------- |
| آلبوم‌های اروگوئه (سی‌یودی) | ۱               |

| جدول (۲۰۱۷)                          | جایگاه |
| ------------------------------------ | ------ |
| آلبوم‌های استرالیا (ای‌آرآی‌ای)         | ۳      |
| آلبوم‌های اتریش (آلبوم‌های او۳)        | ۵۵     |
| آلبوم‌های بلژیک (اولتراتاپ فلاندرز)   | ۵۷     |
| آلبوم‌های بلژیک (اولتراتاپ والونیا)   | ۱۶۵    |
| آلبوم‌های هلند (آلبوم تاپ ۱۰۰)        | ۹۰     |
| آلبوم‌های آلمان (۱۰۰ آلبوم برتر رسمی) | ۶۰     |
| آلبوم‌های مجارستان (ماهاز)            | ۹۵     |
| آلبوم‌های ژاپن (بیلبورد ژاپن)         | ۸۲     |
| آلبوم‌های ژاپن (اوریکون)              | ۷۳     |
| آلبوم‌های مکزیک (AMPROFON)            | ۹۳     |
| آلبوم‌های نیوزیلند (آرام‌ان‌زد)         | ۹      |
| آلبوم‌های نروژ (وی‌جی-لیستا)           | ۹۴     |
| آلبوم‌های بین‌المللی کره جنوبی (گائون) | ۵۱     |
| آلبوم‌های اسپانیا (پروموزیکای)        | ۴۳     |
| آلبوم‌های سوئیس (جدول موسیقی سوئیس)   | ۹۰     |
| آلبوم‌های بریتانیا (اوسی‌سی)           | ۱۵     |

| جدول (۲۰۱۸)                          | جایگاه |
| ------------------------------------ | ------ |
| آلبوم‌های استرالیا (ای‌آرآی‌ای)         | ۱۱     |
| آلبوم‌های بلژیک (اولتراتاپ فلاندرز)   | ۷۷     |
| آلبوم‌های کانادا (بیلبورد)            | ۴      |
| آلبوم‌های دانمارک (هیت‌لیستن)          | ۸۷     |
| آلبوم‌های استونیا (Eesti Ekspress)    | ۳۵     |
| آلبوم‌های ایرلند (IRMA)               | ۱۶     |
| آلبوم‌های ژاپن (بیلبورد ژاپن)         | ۷۲     |
| آلبوم‌های مکزیک (AMPROFON)            | ۶۲     |
| آلبوم‌های نیوزیلند (آرام‌ان‌زد)         | ۹      |
| آلبوم‌های بین‌المللی کره جنوبی (گائون) | ۸۴     |
| آلبوم‌های بریتانیا (اوسی‌سی)           | ۳۷     |
| بیلبورد ۲۰۰ آمریکا                   | ۱      |

| جدول (۲۰۱۹)                   | جایگاه |
| ----------------------------- | ------ |
| آلبوم‌های استرالیا (ای‌آرآی‌ای)  | ۲۷     |
| آلبوم‌های نیوزیلند (آرام‌ان‌زد)  | ۴۵     |
| آلبوم‌های اسپانیا (PROMUSICAE) | ۹۳     |
| بیلبورد ۲۰۰ آمریکا            | ۷۴     |

| جدول (۲۰۲۰)                  | جایگاه |
| ---------------------------- | ------ |
| آلبوم‌های استرالیا (ای‌آرآی‌ای) | ۶۹     |

| جدول (۲۰۲۱)                        | جایگاه |
| ---------------------------------- | ------ |
| آلبوم‌های استرالیا (ای‌آرآی‌ای)       | ۶۲     |
| آلبوم‌های بلژیک (اولتراتاپ فلاندرز) | ۱۵۶    |
| آلبوم‌های نیوزیلند (آرام‌ان‌زد)       | ۵۰     |
| بیلبورد ۲۰۰ آمریکا                 | ۱۷۰    |

| جدول (۲۰۲۲)                  | جایگاه |
| ---------------------------- | ------ |
| آلبوم‌های استرالیا (ای‌آرآی‌ای) | ۳۴     |
| آلبوم‌های بریتانیا (اوسی‌سی)   | ۷۱     |
| بیلبورد ۲۰۰ آمریکا           | ۱۰۸    |

| جدول (۲۰۱۰–۲۰۱۹)             | جایگاه |
| ---------------------------- | ------ |
| آلبوم‌های استرالیا (ای‌آرآی‌ای) | ۵۰     |
| بیلبورد ۲۰۰ آمریکا           | ۶۲     |

## گواهی‌نامه‌ها
| منطقه | گواهی     | واحد گواهی‌شده/فروش |
| --- | --------- | ------------------ |
| استرالیا (آی‌اف‌پی‌آی استرالیا)                                                                                   | ۳× پلاتین | ۲۱۰٬۰۰۰^           |
| اتریش (فونوگرافی اتریش)                                                                                        | پلاتین    | ۱۵٬۰۰۰             |
| بلژیک (بی‌ئی‌ای)                                                                                                 | پلاتین    | ۲۰٬۰۰۰             |
| دانمارک (آی‌اف‌پی‌آی)                                                                                             | پلاتین    | ۲۰٬۰۰۰             |
| فرانسه (اس‌ان‌ئی‌پی)                                                                                              | طلا       | ۵۰٬۰۰۰             |
| آلمان (بی‌وی‌ام‌آی)                                                                                               | طلا       | ۱۰۰٬۰۰۰            |
| ایتالیا (اف‌آی‌ام‌آی)                                                                                             | طلا       | ۲۵٬۰۰۰             |
| ژاپن (آرآی‌ای‌جی)                                                                                                | طلا       | ۱۰۰٬۰۰۰^           |
| مکزیک (امپروفون)                                                                                               | پلاتین    | ۶۰٬۰۰۰             |
| نیوزیلند (آرآی‌ای‌ان‌زد)                                                                                          | ۴× پلاتین | ۶۰٬۰۰۰             |
| نروژ (آی‌اف‌پی‌آی نروژ)                                                                                           | طلا       | ۱۰٬۰۰۰*            |
| لهستان (زدپی‌ای‌وی)                                                                                              | پلاتین    | ۲۰٬۰۰۰             |
| سنگاپور | پلاتین    | ۱۰٬۰۰۰*            |
| اسپانیا (سازنده‌های موسیقی)                                                                                     | طلا       | ۲۰٬۰۰۰             |
| سوئد (گی‌ال‌اف)                                                                                                  | پلاتین    | ۴۰٬۰۰۰             |
| بریتانیا (بی‌پی‌آی)                                                                                              | ۲× پلاتین | ۶۰۰٬۰۰۰            |
| ایالات متحده (آرآی‌ای‌ای)                                                                                        | ۳× پلاتین | ۳٬۰۰۰٬۰۰۰          |
| * رقم فروش تنها بر پایهٔ گواهی‌ها. · ^ رقم توزیع تنها بر پایهٔ گواهی‌ها. · رقم فروش+پخش جاری تنها بر پایهٔ گواهی‌ها. |           |                    |

## تاریخچهٔ انتشار
| منطقه        | تاریخ          | قالب(ها)               | نسخه(ها)  | ناشر(ها)         | منا.            |
| ------------ | -------------- | ---------------------- | --------- | ---------------- | --------------- |
| گوناگون      | ۱۰ نوامبر ۲۰۱۷ | سی‌دی دانلود دیجیتالی   | استاندارد | بیگ مشین         | [ ۲۲۰ ] [ ۲۲۱ ] |
| ژاپن         | ۱۰ نوامبر ۲۰۱۷ | سی‌دی+ دی‌وی‌دی           | لوکس      | یونیورسال میوزیک | [ ۲۲۲ ]         |
| برزیل        | ۲۴ نوامبر ۲۰۱۷ | سی‌دی                   | استاندارد | یونیورسال میوزیک | [ ۲۲۳ ]         |
| گوناگون      | ۱ دسامبر ۲۰۱۷  | استریم                 | استاندارد | بیگ مشین         | [ ۲۲۴ ]         |
| ایالات متحده | ۱۵ دسامبر ۲۰۱۷ | ال‌پی                   | استاندارد | بیگ مشین         | [ ۲۲۱ ]         |
| ایالات متحده | ۲۹ دسامبر ۲۰۱۷ | کاست                   | استاندارد | بیگ مشین         | [ ۲۲۵ ]         |
| گوناگون      | ۹ مارس ۲۰۱۸    | دانلود دیجیتالی استریم | کارائوکه  | بیگ مشین         | [ ۲۲۶ ] [ ۲۲۷ ] |
| ایالات متحده | ۱۸ مه ۲۰۱۸     | CD+G+دی‌وی‌دی            | کارائوکه  | بیگ مشین         | [ ۲۲۸ ]         |